# Asakuchi
Asakuchi (Japans: 浅口市, Asakuchi-shi) is een stad in de Japanse prefectuur Okayama. Begin 2014 telde de stad 34.984 inwoners.

## Geschiedenis
Op 21 maart 2006 kreeg Asakuchi het statuut van stad (shi). De stad ontstond die dag door het samenvoegen van de gemeenten Kamogata (鴨方町), Konko (金光町) en Yorishima (寄島町).

## Partnersteden
- City of Tea Tree Gully, Australië sinds 2007
- Gao'an, China sinds 2009

Steden:
Akaiwa · Asakuchi · Bizen · Ibara · Kasaoka · Kurashiki · Maniwa · Mimasaka · Niimi · Okayama (hoofdstad) · Setouchi · Soja · Takahashi · Tamano · Tsuyama

Districten:
Aida · Asakuchi · Kaga · Katsuta · Kume · Maniwa · Oda · Tomata · Tsukubo · Wake
Gemeenten per district